# Goldman-Sachs (famiglia)
La famiglia Goldman–Sachs è una famiglia di ascendenza tedesca ebrea nota per la banca leader d'investimento Goldman Sachs. La figlia minore di Marcus Goldman, Louisa, sposò Samuel Sachs, il figlio di amici e colleghi immigrati della Bassa Franconia. La sorella maggiore di Louisa aveva già sposato il fratello maggiore di Sam. Il maggiore dei figli maschi di Marcus, Julius Goldman, sposò Sarah Adler, figlia di Samuel Adler. Nel 1882, Goldman invitò suo genero Samuel ad unirsi a lui negli affari e cambiò il nome della società in M. Goldman and Sachs. Per quasi cinquant'anni, tutti i partner provenivano dalla famiglia allargata.

## Albero genealogico

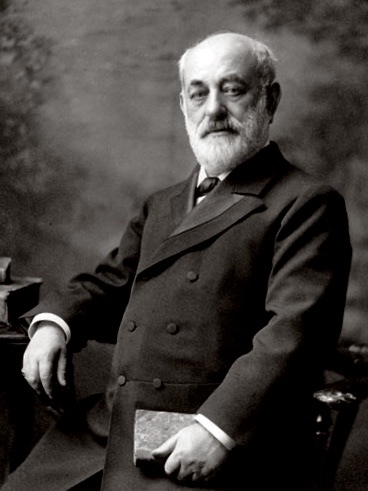
Marcus Goldman

- Marcus Goldman (1821–1904), fondatore di Goldman Sachs, sposò Bertha Goldman 
  - Rebecca (1851–?), sposò Ludwig Dreyfuss (c.1840s–1918)[4]
  - Julius (1852–1909) sposò Sarah Adler, figlia di Samuel Adler (1809–1891)
    - Hetty Goldman (1881–1972), archeologa
    - Agnes (1887–1984), sposò Ashton Sanborn (1882–1970), archaeologist

  - Rosa sposò Julius Sachs (1849–1934)
    - Ernest Sachs (1879–1958), medico, sposò Mary Parmly Koues (1882–1973)
      - Ernest Sachs, Jr. (1916–2001), neurochirurgo, sposò Jeanne O'Sullivan[5]
        - Ernest Paul "Rusty"
        - Ann
        - Patricia
        - Christopher Michael
        - James
        - Robert Donal

      - Thomas Dudley Sachs[5]

  - Louisa, sposò Samuel Sachs (1851–1935)
    - Paul J. Sachs (1878–1965), storico dell'arte, sposò Meta Pollak (–1960)
      - Elizabeth
      - Celia, sposò Charles A. Robinson, Jr. (1900–1965), studioso classico
      - Marjorie

    - Walter E. Sachs (1884–1980), banchiere (partner di Goldman Sachs 1928–1959),[6] sposò Mary Williamson (1911–?; divorziati nel 1960), attrice
      - Katherine (1943–) sposò Bernard Dan Steinberg
      - Philip (1949–)

  - Henry Goldman (1857–1937), banchiere, sposò Babette Kaufman (1871–1954)
    - Florence (1891–1960), sposò Edwin Chester Vogel (1884–1973)
    - Henry Goldman Jr., sposò Adrienne Straus
      - June Breton Fisher (1927–2012),[7] autore, scrisse una biografia di Henry Goldman.[3]
- Note: Bernard Sachs (1858–1944), neurologo, è il fratello di Julius e Samuel Sachs.